# Astroman (historieta)
Astroman fue una serie de historietas de ciencia ficción, creada por el guionista Víctor Mora y el dibujante Manuel Cuyás para la revista DDT de Editorial Bruguera en 1973.
Astroman es un superhéroe, con muchas reminiscencias de Superman. Tiene su identidad secreta, el científico Bruno Marsel, y en su personalidad de héroe la superfuerza es su rasgo más característico, y la agudización de sus sentidos; oído, vista etc. Su talón de Aquiles es la escasa duración de sus poderes, condicionados a la radiacción producida por un mineral llamado “astronita”, recogido en la primera aventura por el propio científico en un vuelo espacial de regreso a la Tierra desde la Luna, en una nave espacial llamada Minerva 3. Los poderes otorgados por el mineral no van más allá de unas pocas horas, por lo que la tensión dramática se ve condicionada por los avisos que recibe, mediante un reloj, de que su tiempo está pasando. La acción trascurre en un futuro próximo donde los viajes espaciales son habituales. Astroman puede volar gracias a una mochila propulsora, del estilo de la de Rocketeer, y su traje le proporciona oxígeno para sus viajes “espaciales” y submarinos.
Astroman cuenta con varios acompañantes que le ayudan en sus misiones: la periodista Della Bailey de la que está enamorada el héroe, otra similitud más con Supermán, un esquimal amante del frío extremo, “Cortapán”, y un joven, Pepe, que completan el cuadro. Un ejemplo, una variante más del equipo “Trueno” que diseñara en los años 50 Victor Mora, y que se repetiría en “El Jabato” o en “El Corsario de Hierro”.

## Trayectoria editorial
Sus aventuras se recopilaron en álbumes monográficos dentro de la "Colección Grandes Aventuras Juveniles" (1971), que compartía con otras series de grafismo realista de la casa: Aventura en el fondo del mar, El Corsario de Hierro, Dani Futuro, Roldán sin Miedo, El Sheriff King y Supernova.
Víctor Mora no crearía ya más series para Bruguera.
Astroman, inicialmente, era una serie que iba a aparecer dibujada por Escandell para los grandes formatos de Bruguera en color, como Trueno Gigante o Jabato Gigante. Pero el primer número quedó inédito por problemas de censura y no aparecería publicado hasta años después, cuando Cuyás ya había hecho una versión algo diferente del personaje, de ahí que el material de Escandell también apareciera publicado como Fénix.

## Se publicaron las siguientes historietas
EL HOMBRE DE ASTRONITA  (DDT 300 a 307) 16-IV-1973 a 4-VI-1973  Guion: Víctor Alcázar (Mora) / Dibujo: Cuyás
Publicada posteriormente en Grandes Aventuras Juveniles 54 (1973) con el mismo título.
MISTER ZERO, ATACA  (DDT 308 a 315) 11-VI-1973 a 30-VII-1973  Guion: Víctor Alcázar (Mora) / Dibujo: Cuyás
Publicada posteriormente en Grandes Aventuras Juveniles 60 (1973) con el mismo título.
Algún tiempo después se publicó una tercera historia en las páginas de la revista MORTADELO, esta vez en 15 episodios, a razón de 2 páginas por episodio hasta completar las 30 estipuladas.
UN MUNDO PARA SOBREVIVIR  (MORTADELO 266 a 280) 29-XII-1975 a 5-IV-1976  Guion: Andrés Martín y Víctor Mora) / Dibujo: Cuyás
Esta aventura no llegó a publicarse de forma unitaria en colección alguna.

## Valoración
Para el investigador Antoni Guiral, Astromán, más allá de la calidad de su dibujo, se queda en los tópicos argumentales del género, por muy respetables que estos sean, y palidece ante la originalidad de los guiones de Dani Futuro (1970), también del mismo autor.